# Lirceolus
Lirceolus és un gènere de crustacis isòpodes pertanyent a la família dels asèl·lids.
Es troba en coves, fonts i al·luvions de Texas (els Estats Units) i Coahuila de Zaragoza (Mèxic).

## Taxonomia
- Lirceolus bisetus (Steeves, 1968)
- Lirceolus cocytus (Lewis, 2001)
- Lirceolus hardeni (Lewis i Bowman, 1996)
- Lirceolus nidulus (Lewis, 2001)
- Lirceolus pilus (Steeves, 1968)
- Lirceolus smithii (Ulrich, 1902)[5][10][11][12][13][14][15]